# Рог единорога

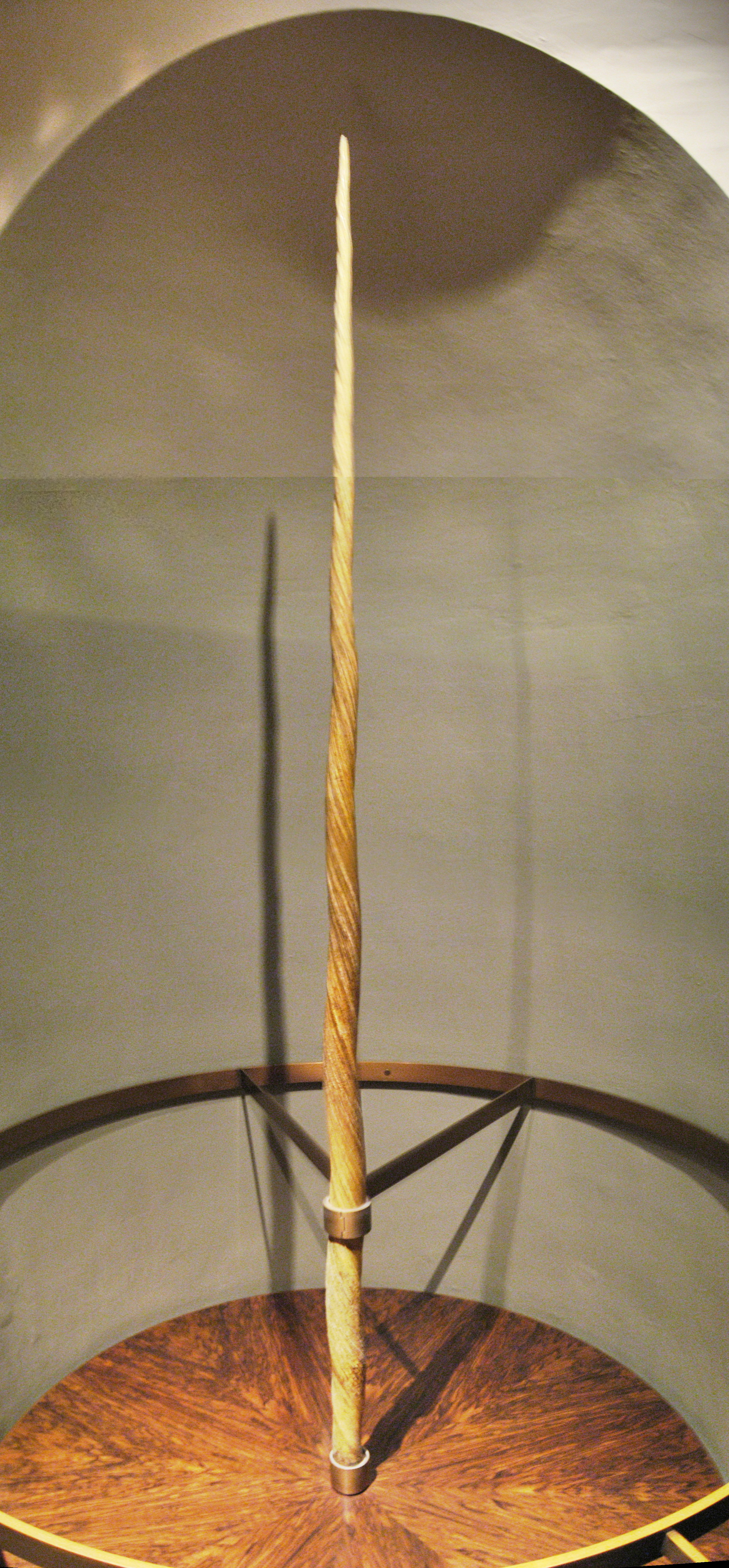
Зуб нарвала, считавшийся рогом единорога.

Рог единорога, так же известный как аликорн — артефакт из легенд Западной Европы.
На протяжении большей части Средневековья и Нового времени рог единорога считался реальным предметом, единственным рогом на лбу у мифического животного единорога. Этому предмету приписывались многочисленные целительские свойства, он также считался универсальным противоядием. Эти свойства, которые стали считать реальными приблизительно с XIII века, сделали рог единорога одним из наиболее дорогих и авторитетных лекарственных средств в эпоху Возрождения, когда предметы, считавшиеся рогами единорогов, использовались в медицинских целях при королевских дворах. Предполагавшиеся свойства «рога единорога» оказали влияние на развитие алхимии и спагирической медицины. На предмете, считавшемся рогом единорога, была проведена серия опытов по изучению его обеззараживающих свойств, о чём сообщалось в том числе в труде Амбруаза Паре «Discourse on unicorn», считающаяся одним из первых примеров экспериментального метода в науке.
Рассматривавшийся как один из наиболее ценных предметов, которыми мог владеть монарх, рог единорога выменивался и приобретался у аптекарей как универсальное противоядие вплоть до XVIII века. Некоторые рога единорогов стали экспонатами кабинетов редкостей. Предполагаемые рога единорогов служили материалом для изготовления скипетров и других атрибутов власти, таких, как «трон единорога» датских королей, скипетр и императорская корона Австрийской империи и ножны и рукоять меча Карла Смелого. Легендарный единорог ни разу не был пойман по причине вымышленности этого существа, но символическое значение, связанное с его предполагаемым стремлением склонить голову на колени девственницы, сделало из его рога символ, воплощающий Слово Божие, невинность и божественную силу.
Вера в чудодейственные свойства рога единорога и его происхождение продолжалась со Средневековья до XVIII века — эпохи, когда в Европе распространились сведения о нарвале. Это морское млекопитающее — настоящий обладатель большинства «рогов единорогов» Средневековья, в действительности являвшихся особенного типа зубами, растущими в ротовых полостях самцов и некоторых самок нарвалов.